# Province d'Armagh

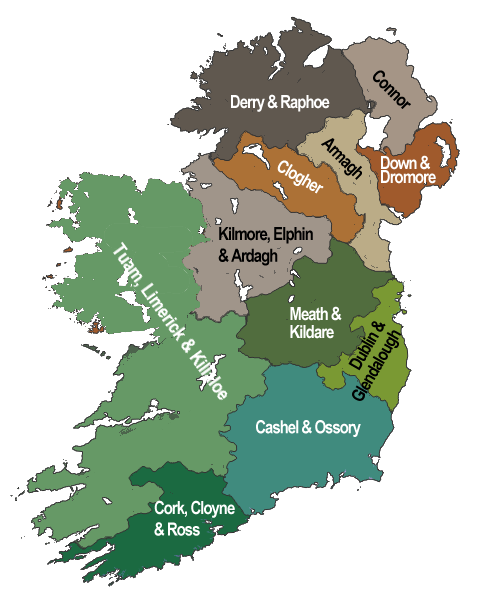
Carte muette des diocèses de l'Église d'Irlande (épiscopal)

La province d'Armagh est l'une des deux provinces ecclésiastiques composant l'Église d'Irlande, avec la province de Dublin. À sa tête se trouve l’archevêque d'Armagh.
La province comporte cinq diocèses situés au nord de l'Irlande :
- Diocèse d'Armagh
- Diocèse de Clogher
- Diocèse de Connor
- Diocèse de Derry et Raphoe
- Diocèse de Down et Dromore
- Diocèse de Kilmore, Elphin et Ardagh
- Diocese de Tuam, Killala et Achonry